# Paoli (Oklahoma)
Paoli es un pueblo ubicado en el condado de Garvin en el estado estadounidense de Oklahoma. En el año 2010 tenía una población de 	610 habitantes y una densidad poblacional de 762,5 personas por km².

## Geografía
Paoli se encuentra ubicado en las coordenadas 34°49′37″N 97°15′40″O / 34.82694, -97.26111 (34.826997, -97.261132).

## Demografía
Según la Oficina del Censo en 2000 los ingresos medios por hogar en la localidad eran de $30,139 y los ingresos medios por familia eran $33,625. Los hombres tenían unos ingresos medios de $25,750 frente a los $17,153 para las mujeres. La renta per cápita para la localidad era de $13,512. Alrededor del 14.6% de la población estaban por debajo del umbral de pobreza.